# Bruno Pacheco
Bruno de Jesus Pacheco (Pitangueiras, Brasil; 8 de diciembre de 1991), conocido como Bruno Pacheco, es un futbolista brasileño. Juega de lateral izquierdo y su equipo actual es el Fortaleza de la Serie A. A comienzos de su carrera era conocido como Tatá.

## Trayectoria
Bruno Pacheco se formó en las inferiores del Ferroviária y fue promovido al primer equipo en 2011. Su debut en la Serie A fue en 2017 con el Atlético Goianiense.

## Estadísticas
Actualizado al último partido disputado el 4 de octubre de 2023.
| Club                          | Div.          | Temporada     | Liga  | Liga  | Estatal | Estatal | Copas nacionales | Copas nacionales | Copas internacionales | Copas internacionales | Total | Total |
| Club                          | Div.          | Temporada     | Part. | Goles | Part.   | Goles   | Part.            | Goles            | Part.                 | Goles                 | Part. | Goles |
| ----------------------------- | ------------- | ------------- | ----- | ----- | ------- | ------- | ---------------- | ---------------- | --------------------- | --------------------- | ----- | ----- |
| Ivinhema · Brasil             | R.            | 2011          | —     | —     | 10      | 0       | —                | —                | —                     | —                     | 10    | 0     |
| Ivinhema · Brasil             | Total club    | Total club    | 0     | 0     | 10      | 0       | 0                | 0                | 0                     | 0                     | 10    | 0     |
| Ferroviária · Brasil          | R.            | 2012          | —     | —     | 10      | 0       | —                | —                | —                     | —                     | 10    | 0     |
| Ferroviária · Brasil          | Total club    | Total club    | 0     | 0     | 10      | 0       | 0                | 0                | 0                     | 0                     | 10    | 0     |
| Inter de Limeira · Brasil     | R.            | 2013          | —     | —     | 20      | 2       | —                | —                | —                     | —                     | 20    | 2     |
| Inter de Limeira · Brasil     | Total club    | Total club    | 0     | 0     | 20      | 2       | 0                | 0                | 0                     | 0                     | 20    | 2     |
| São Bento · Brasil            | R.            | 2013          | —     | —     | 14      | 1       | —                | —                | —                     | —                     | 14    | 1     |
| São Bento · Brasil            | Total club    | Total club    | 0     | 0     | 14      | 1       | 0                | 0                | 0                     | 0                     | 14    | 1     |
| Ipatinga · Brasil             | 4.ª           | 2014          | 0     | 0     | 5       | 0       | —                | —                | —                     | —                     | 5     | 0     |
| Ipatinga · Brasil             | Total club    | Total club    | 0     | 0     | 5       | 0       | 0                | 0                | 0                     | 0                     | 5     | 0     |
| Vitória da Conquista · Brasil | 4.ª           | 2014          | 0     | 0     | —       | —       | —                | —                | —                     | —                     | 0     | 0     |
| Vitória da Conquista · Brasil | Total club    | Total club    | 0     | 0     | 0       | 0       | 0                | 0                | 0                     | 0                     | 0     | 0     |
| Guarani · Brasil              | 3.ª           | 2015          | 11    | 0     | 14      | 1       | —                | —                | —                     | —                     | 25    | 1     |
| Guarani · Brasil              | Total club    | Total club    | 11    | 0     | 14      | 1       | 0                | 0                | 0                     | 0                     | 25    | 1     |
| Bragantino · Brasil           | 2.ª           | 2016          | 32    | 1     | 21      | 0       | 5                | 1                | —                     | —                     | 58    | 2     |
| Bragantino · Brasil           | Total club    | Total club    | 32    | 1     | 21      | 0       | 5                | 1                | 0                     | 0                     | 58    | 2     |
| Atlético Goianiense · Brasil  | 1.ª           | 2017          | 29    | 0     | 13      | 0       | 2                | 0                | —                     | —                     | 44    | 0     |
| Atlético Goianiense · Brasil  | Total club    | Total club    | 29    | 0     | 13      | 0       | 2                | 0                | 0                     | 0                     | 44    | 0     |
| Chapecoense · Brasil          | 1.ª           | 2018          | 30    | 0     | 13      | 0       | 4                | 0                | 2                     | 0                     | 49    | 0     |
| Chapecoense · Brasil          | 1.ª           | 2019          | 33    | 0     | 12      | 0       | 6                | 0                | 2                     | 0                     | 53    | 0     |
| Chapecoense · Brasil          | Total club    | Total club    | 63    | 0     | 25      | 0       | 10               | 0                | 4                     | 0                     | 102   | 0     |
| Ceará · Brasil                | 1.ª           | 2020          | 29    | 0     | 18      | 0       | 10               | 0                | —                     | —                     | 57    | 0     |
| Ceará · Brasil                | 1.ª           | 2021          | 34    | 0     | 12      | 0       | 2                | 0                | 5                     | 0                     | 53    | 0     |
| Ceará · Brasil                | 1.ª           | 2022          | 28    | 1     | 2       | 0       | 3                | 0                | 5                     | 0                     | 38    | 1     |
| Ceará · Brasil                | Total club    | Total club    | 91    | 1     | 32      | 0       | 15               | 0                | 10                    | 0                     | 148   | 1     |
| Fortaleza · Brasil            | 1.ª           | 2023          | 21    | 1     | 8       | 0       | 1                | 0                | 12                    | 0                     | 42    | 1     |
| Fortaleza · Brasil            | Total club    | Total club    | 21    | 1     | 8       | 0       | 1                | 0                | 12                    | 0                     | 42    | 1     |
| Total carrera                 | Total carrera | Total carrera | 247   | 3     | 172     | 4       | 33               | 1                | 26                    | 0                     | 478   | 8     |

## Palmarés

### Títulos estatales
| Título              | Club      | País            | Año  |
| ------------------- | --------- | --------------- | ---- |
| Copa do Nordeste    | Ceará     | Región Nordeste | 2020 |
| Campeonato Cearense | Fortaleza | Ceará           | 2023 |
| Copa do Nordeste    | Fortaleza | Región Nordeste | 2024 |